# Голуби (Вологодская область)
Голуби — деревня в Междуреченском районе Вологодской области.
Входит в состав Туровецкого сельского поселения, с точки зрения административно-территориального деления — в Туровецкий сельсовет.
Расстояние по автодороге до районного центра Шуйского — 47 км, до центра муниципального образования Туровца — 28 км. Ближайшие населённые пункты — Слободка, Кожухово, Подболотная.
По переписи 2002 года население — 1 человек.